# چاه‌تلخ (اسفراین)
چاه تلخ یا حسن‌آباد روستایی در دهستان آذری بخش مرکزی شهرستان اسفراین استان خراسان شمالی ایران است.

## جمعیت
بر پایه سرشماری عمومی نفوس و مسکن در سال ۱۳۹۵ جمعیت این روستا ۴۷ نفر (۱۴خانوار) بوده‌است.